# Cyrtophora monulfi
Cyrtophora monulfi là một loài nhện trong họ Araneidae. Chúng được Pater Chrysanthus miêu tả năm 1960.